# Convenção do Partido Republicano das Ilhas Marianas do Norte em 2012
A eleição primária do Partido Republicano nas Ilhas Marianas do Norte em 2012 será realizada em 10 de março de 2012. Ilhas Marianas do Norte terá 9 delegados na Convenção Nacional Republicana.

## Resultados
| Eleição primária do Partido Republicano das Ilhas Marianas do Norte em 2012 | Eleição primária do Partido Republicano das Ilhas Marianas do Norte em 2012 | Eleição primária do Partido Republicano das Ilhas Marianas do Norte em 2012 | Eleição primária do Partido Republicano das Ilhas Marianas do Norte em 2012 |
| Candidato                                                                   | Votos                                                                       | Percentagem                                                                 | Estimativa de delegados nacionais                                           |
| --------------------------------------------------------------------------- | --------------------------------------------------------------------------- | --------------------------------------------------------------------------- | --------------------------------------------------------------------------- |
| Mitt Romney                                                                 | 740                                                                         | 87%                                                                         | 9                                                                           |
| Rick Santorum                                                               | 53                                                                          | 6%                                                                          | 0                                                                           |
| Ron Paul                                                                    | 28                                                                          | 3%                                                                          | 0                                                                           |
| Newt Gingrich                                                               | 27                                                                          | 3%                                                                          | 0                                                                           |
| Totais                                                                      | 848                                                                         | 100%                                                                        | 9                                                                           |